# Chad A. Mirkin

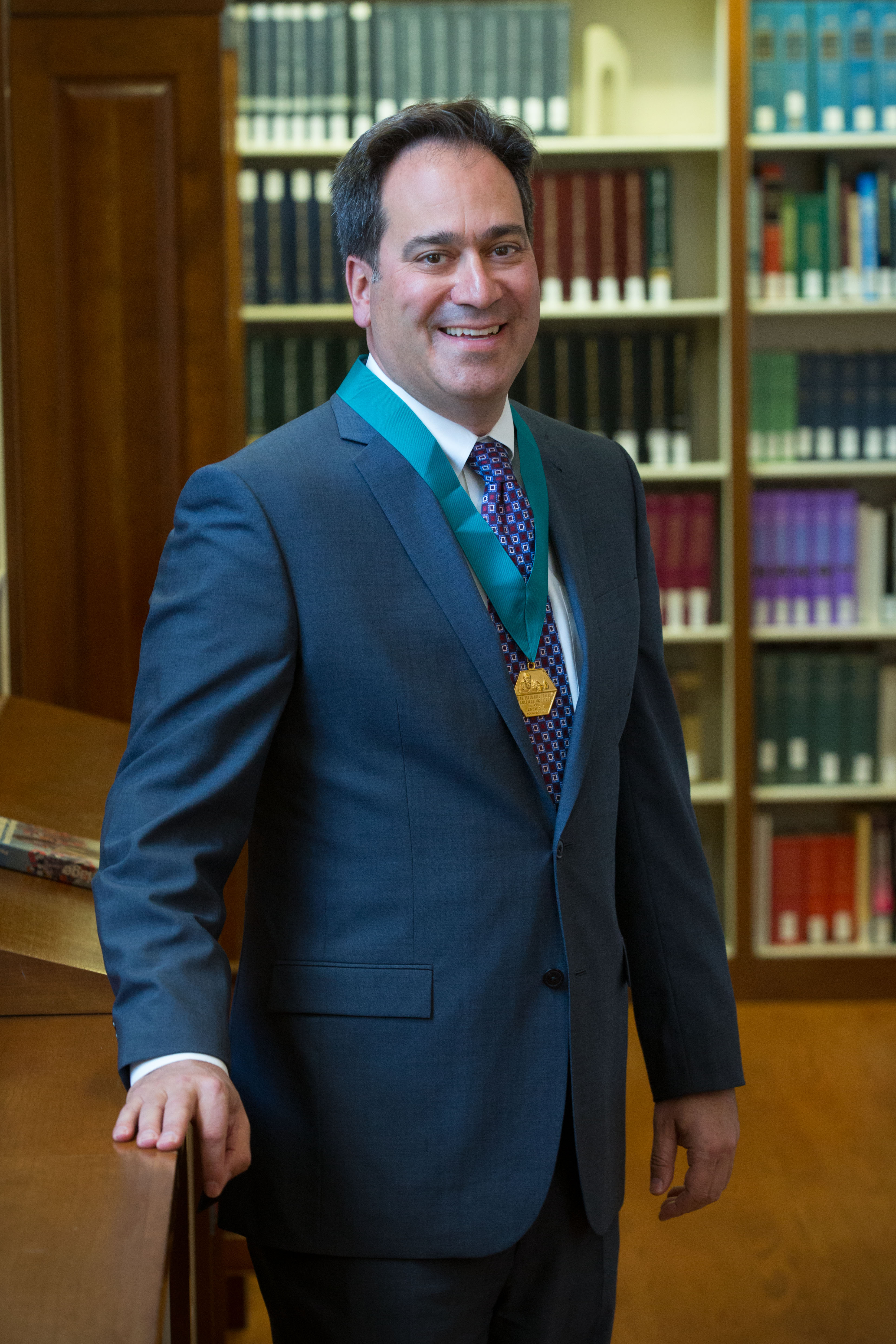
Chad Mirkin mit der American Institute of Chemists Gold Medal (2016)

Chad Alexander Mirkin (* 23. November 1963) ist ein amerikanischer Chemiker. Er ist der George B. Rathmann Professor für Chemie, Professor für Medizin, Professor für Materialwissenschaften, Professor für Biomedizinische Technik, Professor für chemisches und biologisches Ingenieurwesen, sowie Direktor des International Institute for Nanotechnology und des Zentrums für Nanofabrikation und Molekulare Selbstorganisation an der Northwestern University.
Mirkin is bekannt für die Entwicklung von Nanopartikel-basierten Biosensoren und der Dip-Pen Nanolithographie (DPN), (ausgezeichnet von National Geographic als eine der Top-100 Erfindungen, die die Welt veränderten) und hat wichtige Beiträge zur supramolekularen Chemie, zur Nanoelektronik, und zur Nanooptik geleistet. Im Jahr 2010 wurde er als der am meisten zitierte Chemiker des Jahrzehnts im Bezug auf Zitationen insgesamt, der am zweitmeisten zitierte Chemiker im Bezug auf Impact-Faktor, und der am meisten zitierte Nanomedizinforscher geführt. Er ist der erste Chemiker, der in alle drei Zweige der National Academies berufen wurde. Er hat mehr als 780 wissenschaftliche Publikationen veröffentlicht (Google Scholar h-Index 204, Stand Mai 2025) und hält mehr als 1200 Patente und Patentanmeldungen (über 360 ausgestellt, über 80 % lizenziert bis zum 1. Dezember 2019). Diesen Entdeckungen und Innovationen sind mehr als 10 verschiedene Produktlinien und über 2000 kommerzielle Produkte entsprungen, die weltweit zum Einsatz kommen.

## Leben und Ausbildung
Mirkin wurde am 23. November 1963 in Phoenix, Arizona geboren. Er erwarb seinen Bachelor in Chemie am Dickinson College im Jahre 1986, und promovierte im Jahre 1989 an der Pennsylvania State University. Als Postdoktorand der National Science Foundation (NSF) arbeitete er am Massachusetts Institute of Technology, wo er unter Professor Mark S. Wrighton an Mikroeletrodengeräten für elektrokatalytische Anwendungen arbeitete. 1991 wurde er Professor an der Northwestern University.

## Forschung
Das Hauptaugenmerk seiner Forschung liegt auf der Entwicklung von Methoden zur Kontrolle der Architektur von Molekülen und Materialien im Bereich von 1 – 100 nm, und der Nutzung solcher Strukturen in der Entwicklung von analytischen Methoden in Bereichen der Biosensorik, Lithographie, Katalyse und Optik. Mirkin ist auch ein Pionier in der Nutzung von DNA und Nanopartikeln als Synthonen in den Materialwissenschaften und der Entwicklung von nanopartikelbasierter Biodiagnostik.
Mirkins Forschungsgruppe nutzt insbesondere die einzigartigen Eigenschaften kugelförmiger Nukleinsäuren (SNAs) mit oder ohne organischen oder anorganischen Nanopartikelkernen, die nicht nur die Synthese neuartiger Materialien und kolloidaler Kristalle, sondern auch die Entwicklung hochempfindlicher Sonden für chemische und medizinische Diagnostik ermöglichen, und aus einem einzelnen Bestandteil bestehende Strukturen erzeugen, die die intrazellulare Genregulation beeinflussen können. Seine im Jahre 1996 veröffentlichte Arbeit mit Gold Nanopartikel-konjugierten SNAs führte das Konzept ein, dass Nanopartikel als Atome und Nukleinsäuren als Bindungen fungieren können, und legte damit die Grundlage für die Forschung an DNA-basierten kolloidalen Kristallen und an molekulardiagnostischen Methoden, die auf die präzise Formulierung von Nanopartikel- und Nanokristallbiokonjugaten aufbauen. SNAs sind nicht nur der Grundstein für das von der Food and Drug Administration (FDA) freigegebene Verigene-system der Firma Luminex Corporation, das heute in mehr als der Hälfte aller Krankenhäuser weltweit eingesetzt wird, sondern auch der SmartFlare Plattform von Merck Millipore (EMD Millipore in Nordamerika), die seit dem Zusammenschluss mit Sigma-Aldrich von der Firma AuraSense vertrieben wird. Außerdem befinden sich vier SNA-basierte Arzneimittel in klinischen Studien. Zusätzlich zu SNAs, Mirkins Erfindungen in Nanolithographie, zu denen neben DPN auch die sogenannte Polymer Pen Lithography (PPL) und die Beam Pen Lithography (BPL) gehören, sind die Grundlage für die TERA-fab M und E Serien kommerzieller Desktop-Nanofabrikationsgeräte der Firma TERA-print.
Mirkin war Redaktionsbeirat verschiedener Fachzeitschriften, unter anderem ACS Nano, dem Journal of the American Chemical Society, und Angewandte Chemie. Er ist Gründungsredakteur der Nanotechnologie-Fachzeitschrift Small, und Mitherausgeber des Journal of the American Chemical Society. Mirkin ist außerdem Mitgründer mehrerer Firmen, unter anderem NanoInk, Nanosphere (2016 für 83M US-Dollar von der Firma Luminex übernommen), AuraSense, Azul 3D, TERA-print, und Exicure NASDAQ: XCUR.
In einem Artikel über potentielle zukünftige Gewinner des Chemie-Nobelpreises identifizierten Datenanalysten am Chemical Abstracts Service (CAS), einer Unterabteilung der American Chemical Society Mirkin und seine Beiträge zur supramolekularen Chemie und Nanomaterialien mit den Worten, Mirkins Arbeit habe die Grundlage für moderne Nanotechnologie und die Entwicklung verwandter diagnostischer, therapeutischer und materialwissenschaftlicher Anwendungen gelegt.

## Wissenschaftspolitik
Zusätzlich zu seiner Akademie- und Forschungsarbeit hat Mirkin an wissenschaftspolitischen Entscheidungen mitgewirkt.
Von 2009 bis 2017 war Mirkin Teil von US-Präsident Barack Obamas President’s Council of Advisors on Science and Technology (PCAST).
Mirkin war Mitvorsitzender der Weltstudie zu Nanotechnologie-Forschungsrichtungen für gesellschaftliche Zwecke (Nanotechnology Research Directions for Societal Needs in 2020: Retrospective and Outlook, Boston and Berlin: Springer 2010. Roco, M. C.; Mirkin, C. A.; Hersam, M. C., editors), zu der er auch einige Kapitel beitrug ("Applications: Nanobiosystems, Medicine, and Health" und "Synthesis, Processing, and Manufacturing of Components, Devices, and Systems"). Er war außerdem Mitvorsitzender am PCAST-Bericht mit dem Namen Engage to Excel, der sich mit Lehr- und Beteiligungsangelegenheiten von Studierenden in ihren ersten zwei Jahren an Forschungsinstituten und anderen Hochschulen befasste. Er war auch als PCAST ex-officio Mitglied des Lenkungsausschusses für fortschrittliche Fertigung (englisch Advanced Manufacturing Steering Committee). Der Bericht des Ausschusses fordert nachhaltige Investitionen in fortgeschrittene Wissenschaft und Technologien, die die amerikanische Innovationswirtschaft hervorbrachten, sowie die Gründung eines National Network of Manufacturing Innovation Institutes.
Mirkin war Teil der US-amerikanischen Delegation beim Gipfeltreffen der Asiatisch-Pazifischen Wirtschaftsgemeinschaft (APEC) im Jahr 2011 in Honolulu, zusammen mit US-Präsident Barack Obama und Staatssekretärin Hillary Clinton und Repräsentanten von Fortune-500-Unternehmen. Dabei war er Teil eines Gremiums zu Game Changing Technology Redefining the Region, zusammen mit dem chilenischen Präsidenten Sebastián Piñera.

## Auszeichnungen (Auswahl)
- 1999 ACS Award in Pure Chemistry der American Chemical Society[13]
- 2000 gewähltes Mitglied der American Association for the Advancement of Science
- 2001 Leo Hendrik Baekeland Award
- 2002 Feynman Prize in Nanotechnology des Foresight Institute
- 2003 Raymond and Beverly Sackler International Prize[14]
- 2009 Mitglied der National Academy of Engineering[15]
- 2009 Lemelson MIT Prize des Massachusetts Institute of Technology
- 2010 Mitglied der National Academy of Sciences[16]
- 2011 Mitglied der American Academy of Arts and Sciences[17]
- 2012 ACS Award for Creative Invention
- 2013 Linus Pauling Award[18]
- 2015 Raymond and Beverly Sackler Prize in Convergence Research
- 2015 Centenary Prize der Royal Society of Chemistry
- 2016 American Institute of Chemists Gold Medal
- 2016 Dan-David-Preis
- 2016 Dickson Prize in Science
- 2017 William H. Nichols Medal
- 2017 Wilhelm-Exner-Medaille
- 2018 Remsen Award
- 2018 Freundschaftspreis der Volksrepublik China[19]
- 2019 Perkin Medal der Society of Chemical Industry
- 2020 AAAS Philip Hauge Abelson Prize
- 2022 Faraday-Medaille der Institution of Engineering and Technology
- 2023 Internationaler König-Faisal-Preis[20]
- 2024 Kavli-Preis
- 2025 Willard Gibbs Medal